# 贝什雷斯
贝什雷斯（法語：Bécheresse，法語發音：[beʃʁɛs]）是法国夏朗德省的一个市镇，属于昂古莱姆区。

## 地理
贝什雷斯（45°29'58"N, 0°5'1"E）面积8.38 平方千米，位于法国新阿基坦大区夏朗德省，该省份为法国西部内陆省份，北起德塞夫勒省和维埃纳省，东临上维埃纳省，东南至多尔多涅省，南至多爾多涅省，西接滨海夏朗德省。
与贝什雷斯接壤的市镇（或旧市镇、城区）包括：香槟维尼、佩里尼亚克、普拉萨克-鲁菲亚克、武尔热扎克、科托迪布朗扎凯。

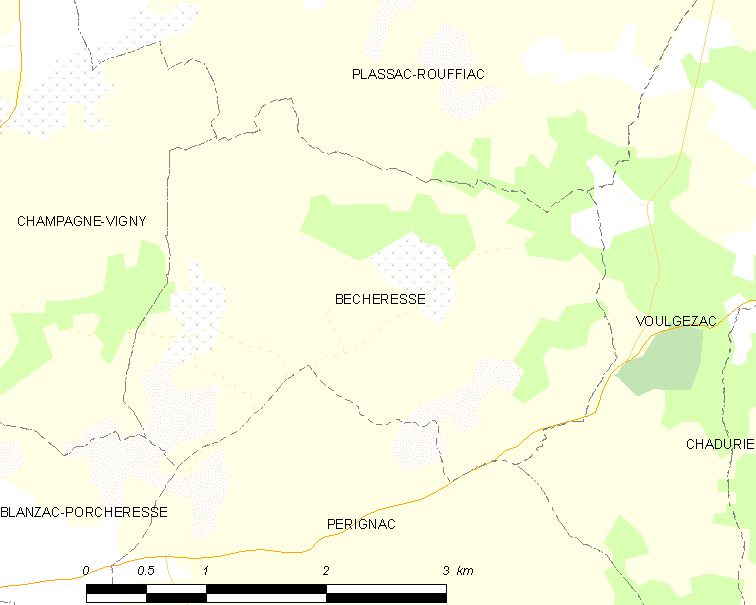
贝什雷斯的OSM定位图

贝什雷斯的时区为UTC+01:00、UTC+02:00（夏令时）。

## 行政
贝什雷斯的邮政编码为16250，INSEE市镇编码为16036。

## 政治
贝什雷斯所属的省级选区为夏朗德南县。

## 人口

1962-2008年间贝什雷斯人口变化图示

贝什雷斯于2022年1月1日时的人口数量为292人。